# 트랜스퍼스널 심리학
트랜스퍼스널 심리학(Transpersonal psychology) 또는 자아초월 심리학 또는 영적 심리학은 현대 심리학의 틀 내에서 인간 경험의 영적, 초월적 측면을 통합하려는 심리학 분야이다.

## 하위 및 관련 분야
자아초월 인류학, 자아초월 비즈니스 연구와 같은 다른 자아초월 분야도 자아초월 분야로 분류된다. 자아초월 심리학과 관련된 다른 연구 분야로는 임사 연구와 초심리학이 있다.
몇몇 평론가들은 자아초월 심리학과 때로는 자아초월 연구라고 불리는 더 넓은 범주의 자아초월 이론 사이에 차이가 있다고 제안했다. 프리드먼에 따르면 이 범주에는 과학의 틀 밖에 있는 자아초월에 대한 여러 접근 방식이 포함될 수 있다. 그러나 페러(Ferrer)에 따르면 자아초월 심리학 분야는 "개인초월 연구라는 더 넓은 범위 내에 위치"한다.
자아초월 심리학은 뉴에이지 신념 및 대중 심리학과도 연관될 수 있다. 그러나 소바츠키(Sovatsky), 로완(Rowan), 하르텔리우스(Hartelius) 등 해당 분야의 주요 저술가들은 "뉴에이지"의 본질, 즉 철학과 담론을 비판했다. 로완은 심지어 "개인초월은 뉴에이지가 아니다"라고 말한다. 웨이드(Wade)와 같은 다른 평론가들은 자아초월 심리학자들이 그러한 연관성을 원하지 않는다는 사실에도 불구하고 이 분야는 여전히 뉴에이지의 일부라고 지적한다.
일부 사람들은 자아초월 심리학과 종교 심리학의 구분이 희미해지고 있다고 생각하지만(예: The Oxford Handbook of Psychology and Spirituality), 일반적으로 둘 사이에는 명확한 구분이 있는 것으로 간주된다. 종교심리학의 초점 중 대부분은 자아초월 심리학 내에서 '초월적'이라고 간주되지 않는 문제와 관련되어 있으므로 두 학문은 상당히 뚜렷한 초점을 가지고 있다.

## 같이 보기
- 문화인류학